# NGC 7514
NGC 7514 é uma galáxia espiral (Sbc) localizada na direcção da constelação de Pegasus. Possui uma declinação de +34° 52' 52" e uma ascensão recta de 23 horas, 12 minutos e 25,5 segundos.
A galáxia NGC 7514 foi descoberta em 21 de Setembro de 1876 por Édouard Jean-Marie Stephan.